# Monolith
Monolith (altgriechisch μονόλιθος monólithos, deutsch ‚einheitlicher Stein‘ oder wörtlich ‚Ein-Stein‘, aus μονο- mono- ‚einzel-‘ und λίθος líthos ‚Stein‘) ist eine eher allgemeinsprachliche Bezeichnung für einen natürlich entstandenen oder bearbeiteten, aus nur einer Gesteinsart bestehenden Gesteinsblock.
Das entsprechende Adjektiv monolithisch wird auch im übertragenen Sinne genutzt und bedeutet dann meist so viel wie „kompakt“ oder „aus einem Guss“.

## Natürliche „Monolithe“

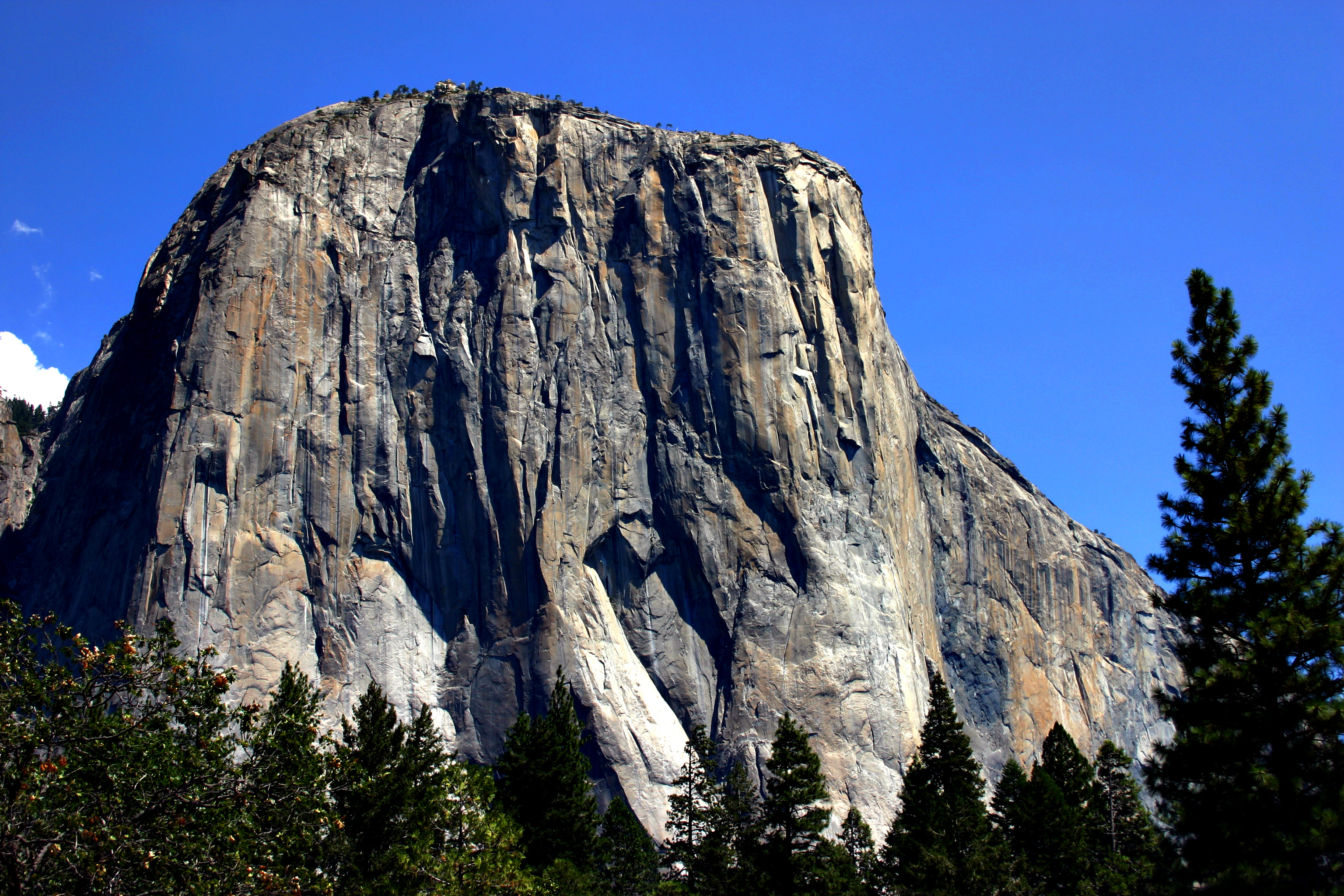
Der granitische Felsvorsprung El Capitan im Yosemite-Nationalpark in Kalifornien, wird nicht selten als „Monolith“ bezeichnet…

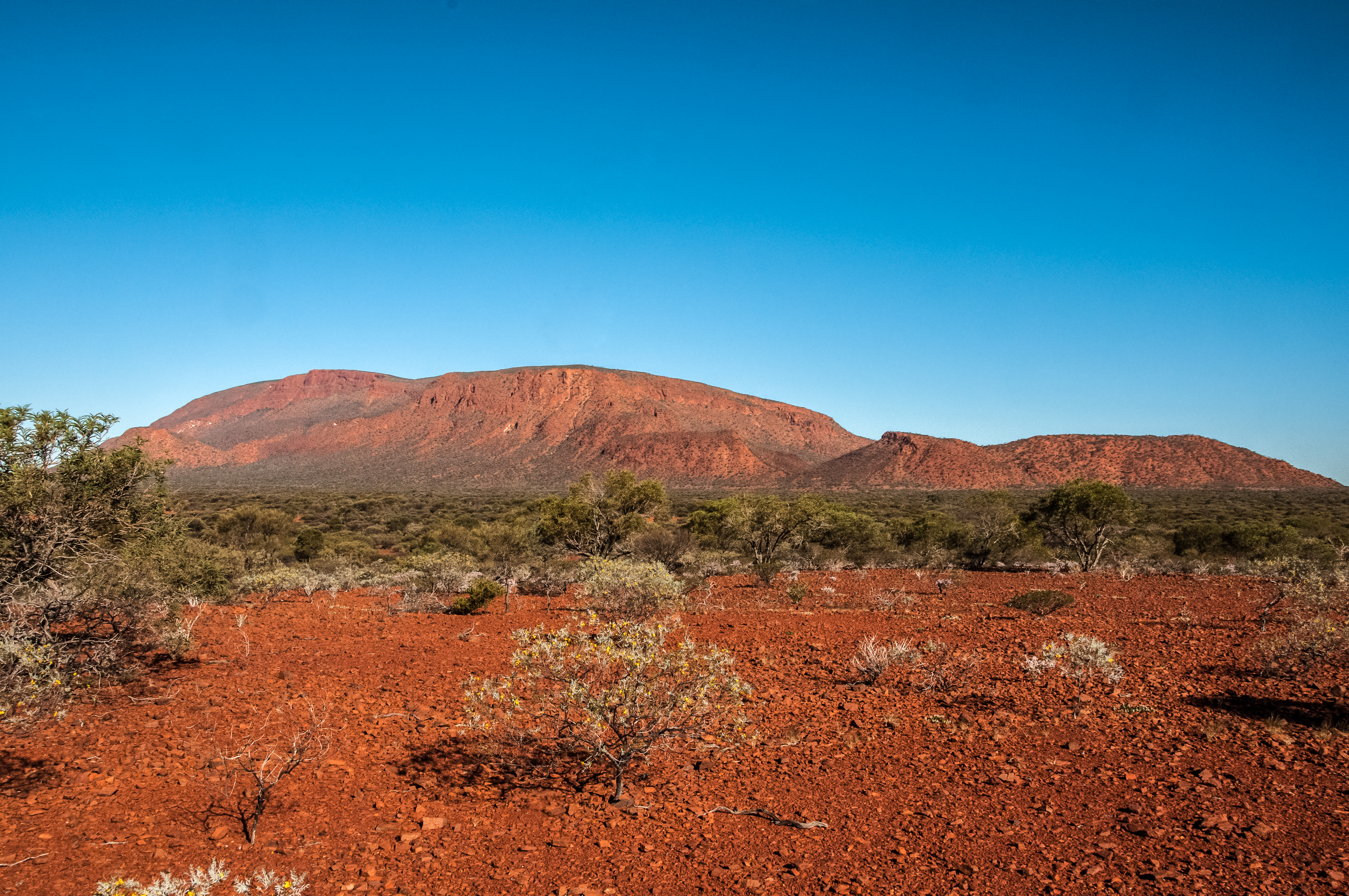
…ebenso wie der Mount Augustus in Western Australia. Für beide Objekte ist dieser Ausdruck aber aus jeweils unterschiedlichen Gründen nicht geeignet.

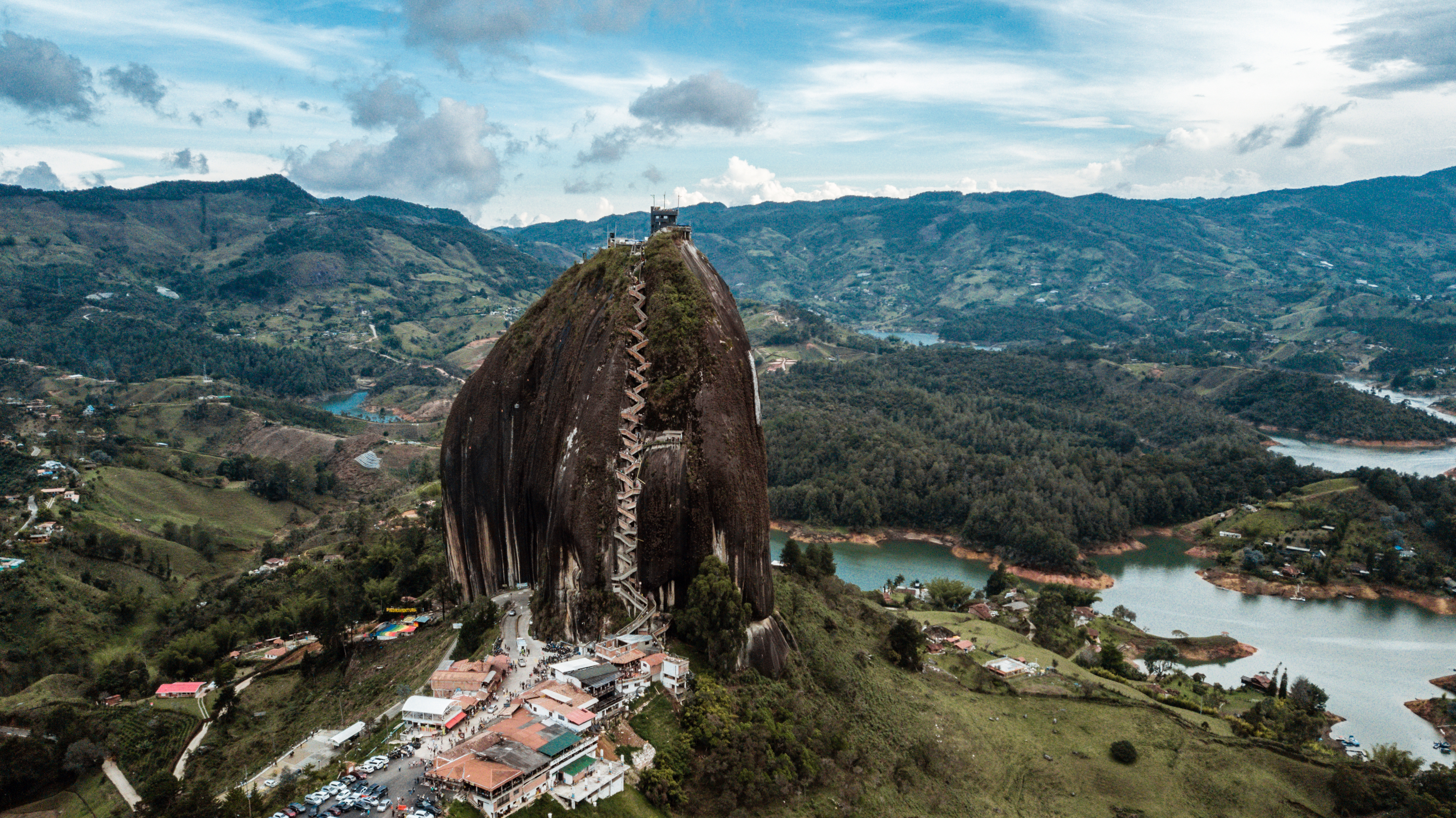
Der Fels von Guatapé, Kolumbien, ist ein beliebtes Ausflugsziel.

Das Wort Monolith findet sich in verschiedenen Zusammenhängen in wissenschaftlicher und populärwissenschaftlicher Literatur, und im englischsprachigen Raum auch in Publikationen mit Schwerpunkt Geologie oder Geomorphologie. Allerdings ist es in zahlreichen geologischen Wörterbüchern nicht verschlagwortet. Die fünfte Auflage des Glossary of Geology (2011) nennt folgende Bedeutungen:
1. Ein Gesteinsstück ohne Risse und Brüche, dessen Abmessungen mehrere Meter überschreiten, beispielsweise ein unverwitterter Findling
2. Eine große aufragende Felsmasse, beispielsweise eine Lavanadel
3. Einer von mehreren großen Blöcken aus Stein, die die Bauteile eines Bauwerks bilden (siehe unten)
4. In der Bodenkunde ein vertikales Profil, das angefertigt wird, um die Abfolge der Bodenhorizonte aufzuzeigen *

Die ersten beiden Bedeutungen des Wortes, die einen unmittelbaren Bezug zu Geologie und Geomorphologie besitzen, spiegeln sich wider in der Bezeichnung mehrerer geographischer Objekte als Monolithe, die, abgesehen von relativ steilen blanken Felswänden und einem flachen Gipfelplateau, eigentlich nur wenig gemeinsam haben. Dazu gehören:
- Inselberge
  - Uluṟu (Ayers Rock), Northern Territory, Australien:
    - besteht aus steilgestellten Sandsteinschichten
    - hat einen annähernd runden, im Verhältnis zur Höhe großen Grundriss und ein entsprechend großes Gipfelplateau

  - Mount Augustus, Western Australia, Australien:
    - besteht aus Sandstein und anderen Gesteinen, die eine Antiklinalstruktur bilden
    - ist eher ein langgestreckter Rücken

  - Devils Tower, Wyoming, USA:
    - besteht aus säulig geklüftetem Phonolith
    - hat einen annähernd runden, im Verhältnis zur Höhe kleinen Grundriss und ein entsprechend kleines Gipfelplateau
- Felsentürme innerhalb eines Berglandes
  - Angels Landing und Great White Throne in Utah, USA
    - bestehen beide aus horizontal liegenden Sandsteinschichten
- sonstige Objekte:
  - El Capitan, Kalifornien, USA, ein prominenter Vorsprung in der granitischen Nordwand des Tals des Merced River (Yosemite-Nationalpark)
  - Der Phobos-Monolith, ein großer Block auf dem Marsmond Phobos, über den faktisch nichts weiter bekannt ist

Bei näherer Betrachtung ist die Bezeichnung Monolith für einige dieser Objekte jedoch eher ungeeignet. So besteht der Mount Augustus und möglicherweise auch der Phobos-Monolith aus mehr als einer Gesteinsart, das Gestein des Devils Towers ist stark geklüftet, und El Capitan ist keine wirklich eigenständige morphologische Struktur. Hinzu kommt, dass der Ausdruck „Monolith“ vor allem auch in der Archäologie verwendet wird, wo er meist aus dem natürlichen Gesteinsverband herausgebrochene, behauene Natursteinobjekte bezeichnet (siehe unten). Wegen dieser Begriffsunschärfen und Uneindeutigkeiten ist Monolith als geologisch-geomorphologischer Terminus möglichst zu vermeiden.

## Von Menschenhand geschaffene oder bearbeitete Monolithe

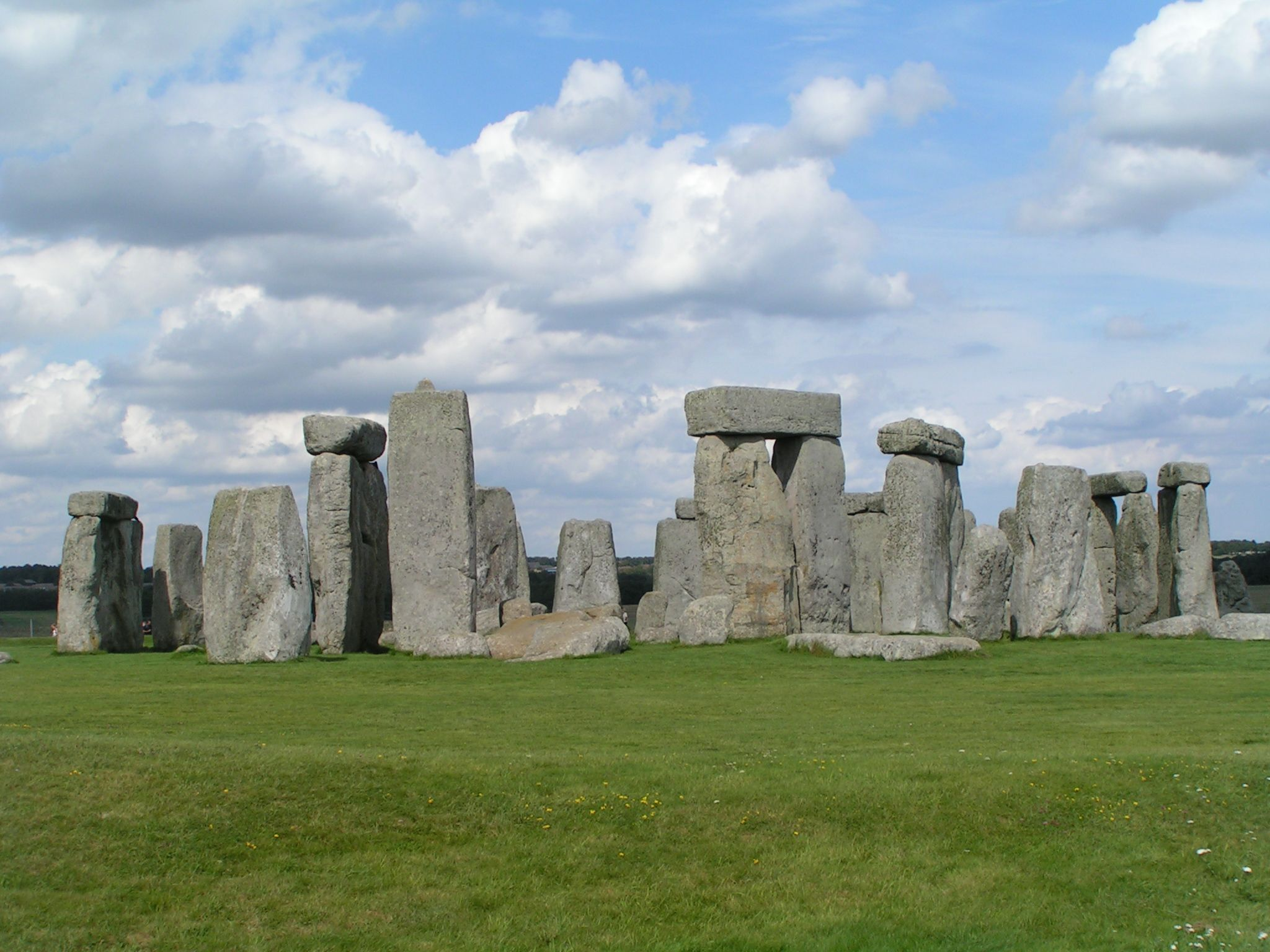
Die Megalithanlage von Stonehenge in Südengland besteht aus mehreren Sandsteinmonolithen.

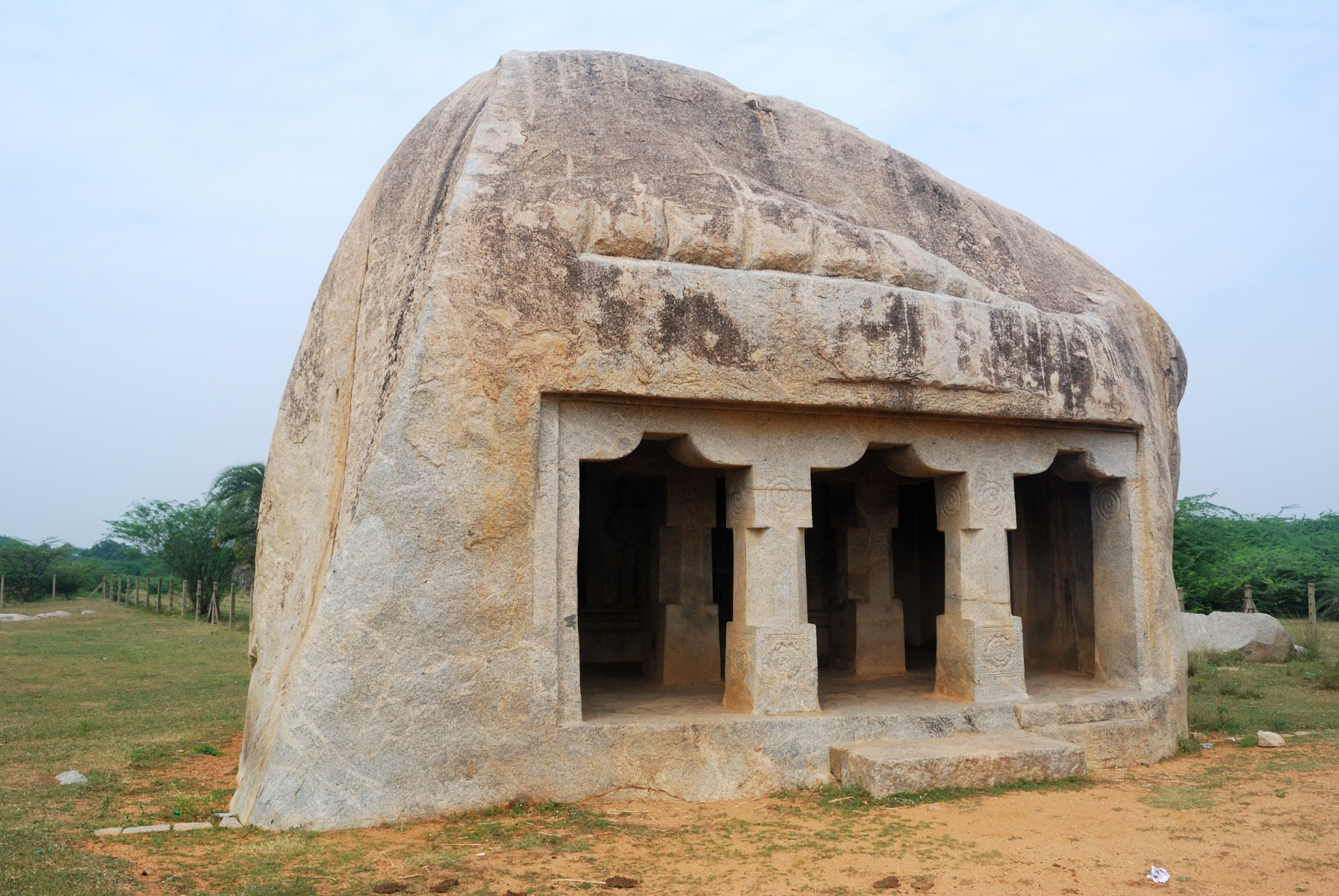
Der Felstempel von Mahendravadi bei Kanchipuram, Indien, wurde in einen großen Findling hineingehauen.

Die Ausdrücke Monolith oder monolithisch werden nicht nur für natürliche, sondern insbesondere auch für von Menschenhand erschaffene oder zumindest modifizierte Objekte benutzt, beispielsweise für
- die aus der Jungsteinzeit und Bronzezeit überlieferten Megalithen (u. a. Menhire sowie die Trag- bzw. Decksteine von Dolmen etc.),
- die detailreicher gearbeiteten Statuenmenhire, Obelisken und Säulen jüngerer bzw. höher entwickelter Kulturen,
- Architravblöcke, Taufsteine etc.

Auch die Buddha-Statuen aus dem Bamiyan-Tal (Afghanistan), die Jain-Statue Bahubalis von Shravanabelagola (Indien), die Kolossalköpfe der Olmeken aus Veracruz (Mexiko), die Moai der Osterinsel und die Präsidentenköpfe vom Mount Rushmore (USA) werden regelmäßig als Monolithen oder monolithisch beschrieben.
Im modernen Bauwesen werden faktisch alle Stahlbetonbauteile als monolithische Bauteile bezeichnet, da sie aus einem Stück gegossen sind (siehe auch → Monolithische Kuppel). Verbindungen zwischen zwei solchen Bauteilen werden monolithische Verbindung oder monolithischer Anschluss genannt. Auch für Kunst- und Gebrauchsgegenstände aus „Gussbeton“ werden bisweilen die Bezeichnungen Monolith oder monolithisch verwendet.

## Weitere Verwendungen der Ausdrücke Monolith und monolithisch
- monolithische Kernel sind Betriebssystemkernel (z. B. bei älteren Linux-Versionen), deren einzelne Komponenten (Gerätetreiber, Dateisysteme, Funktionserweiterungen etc.) sich in einem gemeinsamen, nicht getrennten oder geschützten Bereich befinden. Im Vergleich dazu versuchen Mikrokernel-Systeme ihre einzelnen Komponenten (Kernel-Module) getrennt voneinander, in eigenständigen geschützten Einheiten zu organisieren (z. B. GNU Hurd, L4). Moderne Kernel sind überwiegend Hybride aus beiden Konzepten (z. B. aktuelles Linux, Windows NT, Darwin).
- Integrierte Schaltkreise, die auf nur einem einzigen (Silizium-)Kristall (Chip) aufgebaut sind, werden als monolithisch bezeichnet – im Gegensatz z. B. zur Dickschicht-Hybridtechnik.
- In der Flüssigchromatographie werden stationäre Phasen als monolithisch oder Monolithen bezeichnet, wenn sie nicht aus vielen dicht gepackten, einzelnen unporösen oder porösen Partikeln bestehen, sondern aus einem Einzelstück hochporösen Materials (z. B. aus Silicagel oder einem organischen Polymer).[2]
- In der Raumfahrt werden Raumstationen als monolithisch bezeichnet, wenn sie aus einer einzigen Einheit bestehen, was auf frühe und relativ kleine Raumstationen wie die der sowjetischen Saljut-Reihe zutraf. Modernere und größere Raumstationen wie die Mir oder die ISS waren bzw. sind hingegen modular aufgebaut.
- Parteien oder Organisationen können als monolithisch beschrieben werden. Dies suggeriert Trägheit, Konservatismus und lange tradierte Entscheidungsstrukturen. Josef Stalin wird in diesem Sinn heute als „Machtkoloss“ und sein System als monolithisch bewertet. Auch die CDU wurde in der Literatur als monolithische Handlungseinheit beschrieben; dies wurde jedoch von Josef Schmid verworfen.[3]

## Populärkultur

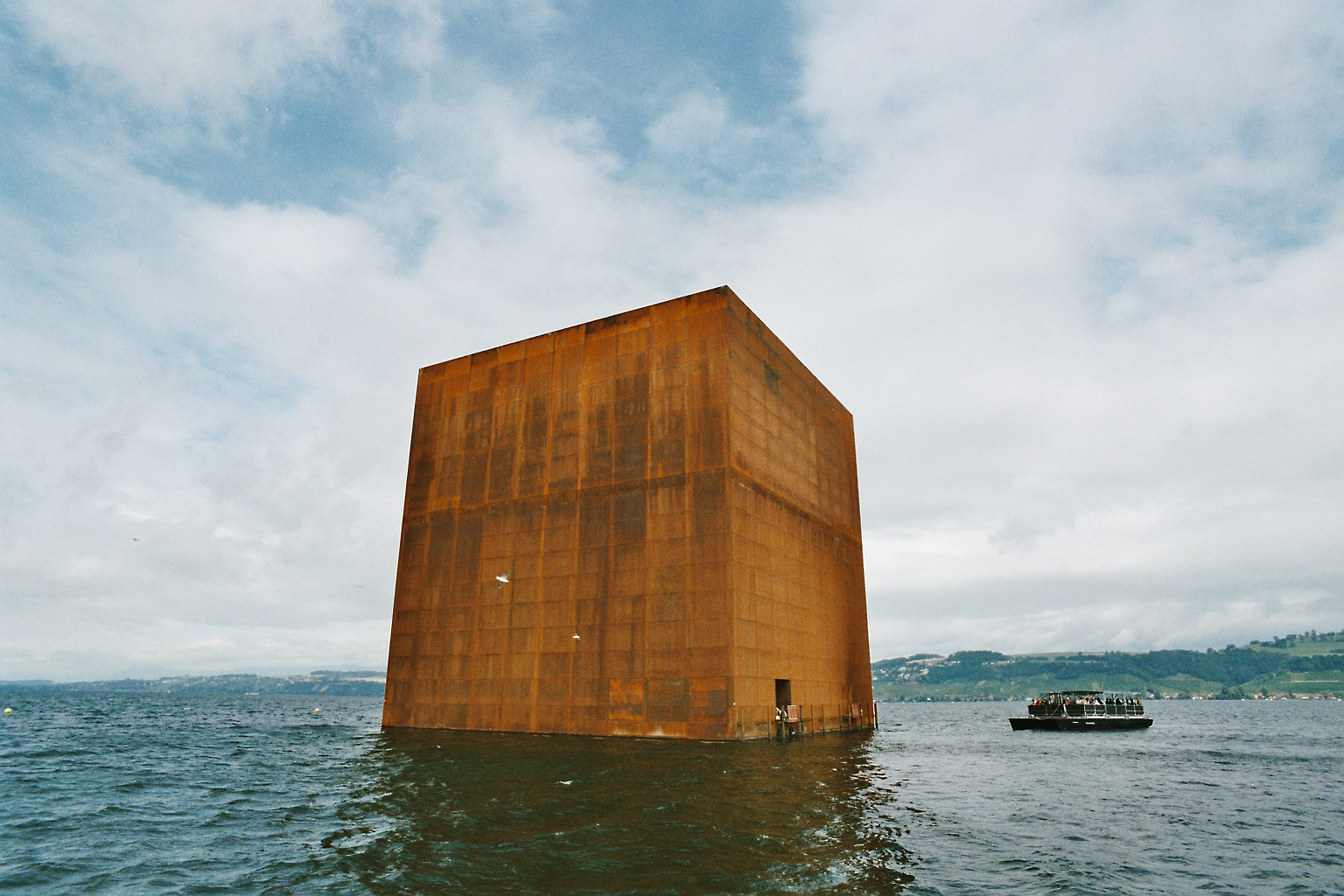
Der Monolith von Jean Nouvel im Murtensee im Jahr 2004

Im Roman und Film 2001: Odyssee im Weltraum von Arthur C. Clarke bzw. Stanley Kubrick ist ein schwarzer, perfekt quaderförmiger Monolith, dessen Kanten ein Längenverhältnis von 1:4:9 aufweisen, Symbol einer höheren, möglicherweise außerirdischen Intelligenz. Als Anspielung darauf verwenden mehrere Videospiele, welche die Besiedlung von Planeten oder Monden im Fokus haben, eine Art von Monolith, um anzuzeigen, dass intelligentes Leben vor Ort gewesen war. Zum Beispiel kann man in der letzten Spielphase des evolutionsbasierten Videospiels Spore einen Monolithen auf einen von primitiven Lebensformen besiedelten Planeten setzen, um jene schneller in das Raumfahrt-Zeitalter zu bringen.
Wohl inspiriert durch Clarkes Buch und/oder Kubricks Film wurde 2020 in der Wüste von Utah von Unbekannten eine Metallstele installiert, die als „Monolith von Utah“ in feuilletonistischen Medien rezipiert wurde und nachfolgend mehr oder weniger gelungen in verschiedenen Regionen der Erde nachgeahmt wurde.
Bei der schweizerischen Landesausstellung Expo.02 im Drei-Seen-Land installierte der französische Architekt Jean Nouvel einen begehbaren Stahlblechwürfel mit 34 Metern Kantenlänge im Murtensee und nannte ihn Monolith.